# 行幸村 (岡山県)
行幸村（みゆきそん）は、岡山県邑久郡にあった村。現在の瀬戸内市の一部にあたる。

## 地理
吉井川下流の左岸に位置していた。

## 歴史
- 1889年（明治22年）6月1日、町村制の施行により、邑久郡服部村、長船村、八日市村、福岡村が合併して村制施行し、行幸村が発足[1][2]。旧村名を継承した服部、長船、八日市、福岡の4大字を編成[2]。
- 1945年（昭和20年）9月 - 枕崎台風により吉井川堤防が決壊。
- 1947年（昭和22年）12月10日 - 郡内に昭和天皇の戦後巡幸。村長が吉井川決壊に伴う惨状と復旧状況の実情について奏上する[3]。
- 1955年（昭和30年）3月31日、邑久郡美和村、国府村と合併し、町制施行し長船町を新設して廃止された[1][2]。

## 産業
- 農業[2]